# Автобан A96 (Німеччина)
Федеральний автобан A96 (A96, нім. Bundesautobahn 96)  — німецький автобан починається на державному кордоні біля Ліндау (Боденське озеро) і закінчується в Мюнхені. Він має довжину 172,5 км і з’єднує регіон Боденського озера, Східну Швейцарію та Форарльберг з регіоном П’яти озер і більшою територією Мюнхена.

## Маршрут

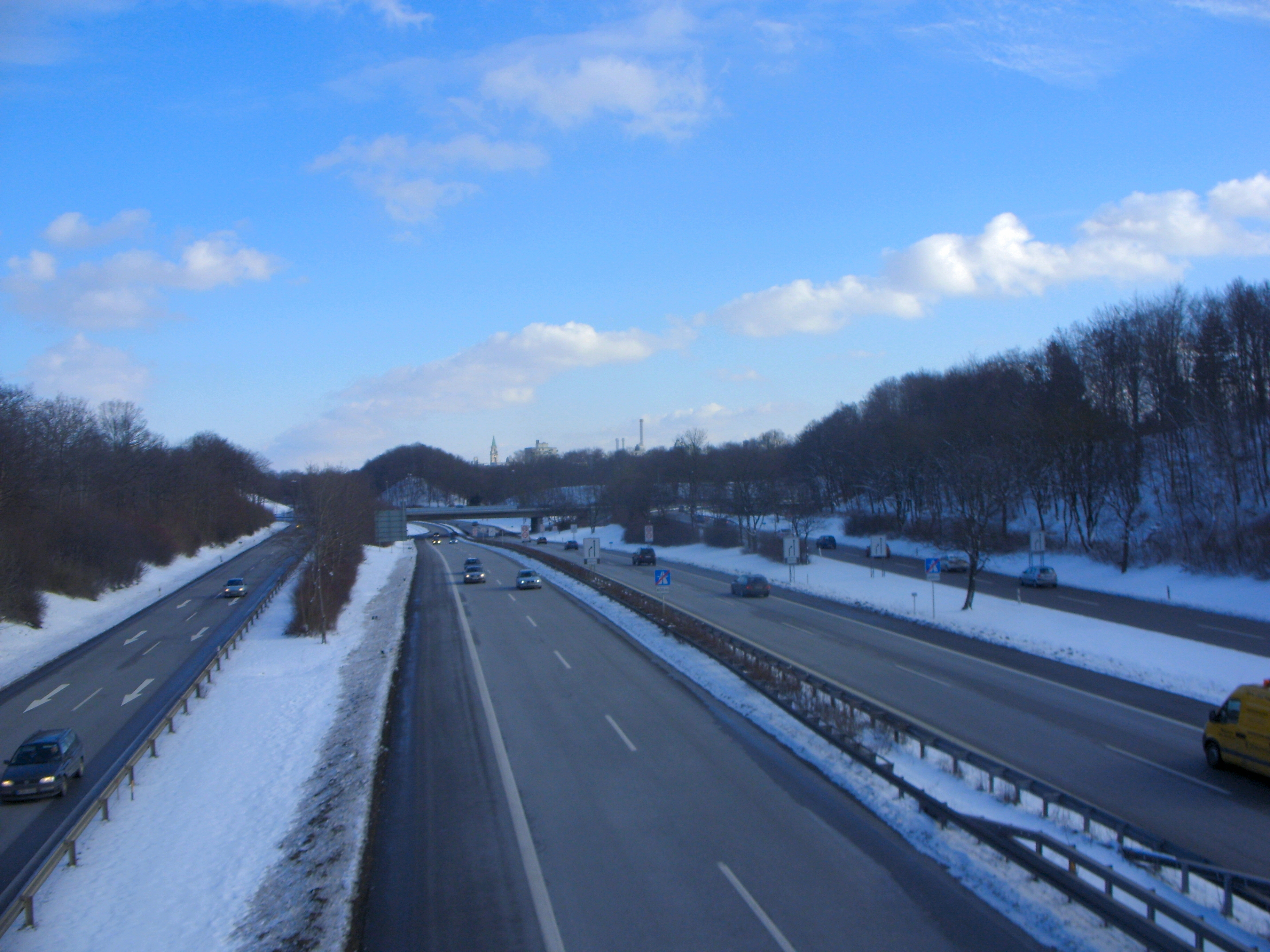
Кінець A96 у Мюнхені, Баварія.

A 96 починається як продовження австрійської Автобан Рейнталь/Вільгау A14 (їде від розв'язки швидкісної автостради Арльберг S 16 біля Блуденца через Фельдкірх, Брегенц через тунель Пфендер до австрійсько-німецького кордону в Гербранці) поблизу Ліндау (оз. Констанц) у Баварії. На північ автобан досягає федеральної землі Баден-Вюртемберг через вісім кілометрів. У північно-східному напрямку слідують міста Ванген-в-Алльгої і Лойткірх-в-Алльгої. Потім маршрут перетинає Іллер і таким чином знову досягає Баварії. Далі A96 досягає розв'язки автомагістралі Меммінген, де перетинається федеральна автомагістраль 7. Основний напрямок руху веде до A7 у напрямку Ульма, тут розгалужується А96 до Мюнхена.